# Gordon Ramsay: Chef ohne Gnade

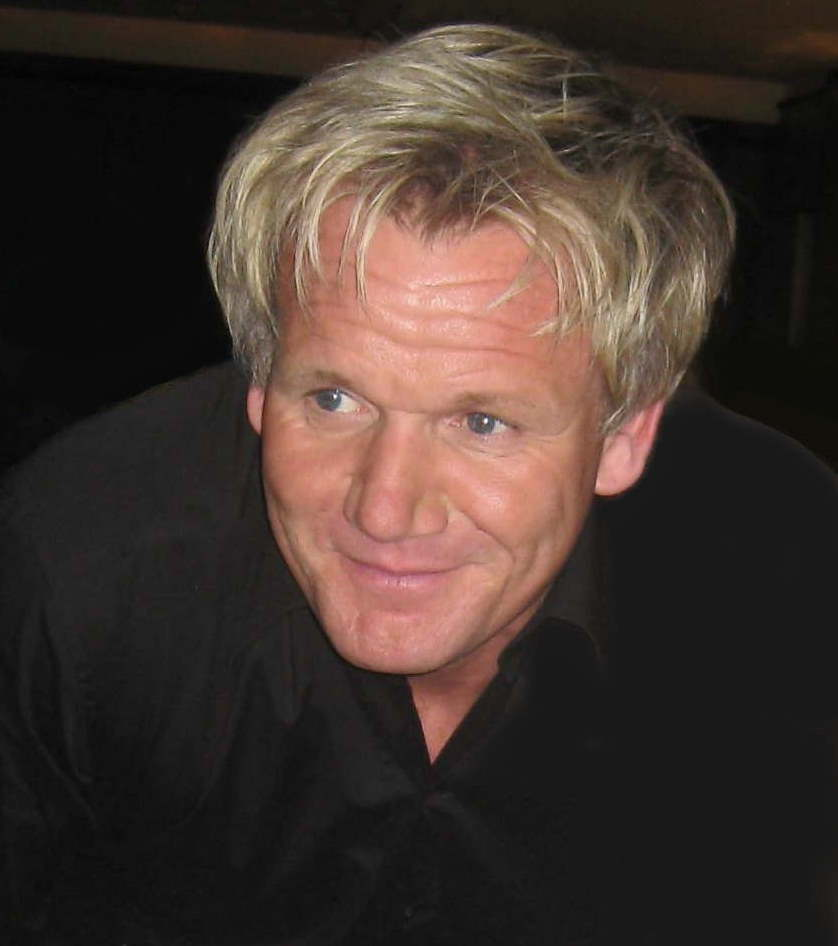
Gordon Ramsay (2010)

Gordon Ramsay: Chef ohne Gnade, Originaltitel Ramsay’s Kitchen Nightmares (dt. Ramsays Küchenalbträume) ist eine britische Fernsehserie, die den Koch Gordon Ramsay dabei zeigt, wie er versucht, angeschlagene Restaurants zu retten.

## Hintergrund
Die Serie wird vom britischen Fernsehsender Channel 4 produziert und läuft in Deutschland auf dem Sender DMAX. 2008 wurde sie von der British Academy of Film and Television Arts (BAFTA) und 2006 mit dem Emmy ausgezeichnet.
Für den US-Fernsehsender FOX wird eine Serie mit dem gleichen Konzept und ebenfalls von Gordon Ramsay unter dem Namen Kitchen Nightmares (in Deutschland unter dem Namen In Teufels Küche bei RTL II veröffentlicht) produziert. Eine deutsche Adaption des Formats wurde mit Rach, der Restauranttester produziert.
2006 gewann Gordon Ramsay eine Klage gegen den Londoner Evening Standard, nachdem die Besitzerin des Bonapartes Restaurant in der Zeitung behauptet hatte, dass die Szenen gestellt waren.

## Folgen
Die Namen der einzelnen Episoden beziehen sich auf den Namen des besuchten Restaurants.

### 1. Staffel: 2004
1. Bonapartes Restaurant, Silsden, England
2. The Glass House, Ambleside, England
3. The Walnut Tree Inn, Llanddewi Skirrid, Südwales
4. Moore Place, Esher, England

### 2. Staffel: 2005
1. La Lanterna, Letchworth Garden City, England
2. D-Place (umbenannt in Saracen’s Cafe Bar während der Sendung), Chelmsford, England
3. Momma Cherri’s Soul Food Shack, Brighton, England
4. La Riviera, Inverness, Schottland, nun Abstract genannt.
5. The Glass House, Ambleside, England (Wiederbesucht)
6. The Walnut Tree Inn, Llandewi Skirrid, Südwales (Wiederbesucht)
7. Moore Place, Esher, England (Wiederbesucht)
8. Bonapartes Restaurant, Silsden, England (Wiederbesucht)

### 3. Staffel: 2006
1. Oscar’s, Nantwich, England
2. The Sandgate Hotel, Sandgate, England
3. Clubway 41 (umbenannt in Jacksons während der Sendung), Blackpool, England
4. La Gondola, Derby, England

### 4. Staffel: 2006
1. La Parra de Burriana, Nerja, Spanien
2. The Fenwick Arms, Claughton, England
3. Rococo (umbenannt in Maggie’s während der Sendung), King’s Lynn, England
4. Morgans…, Liverpool, England
5. La Riviera, Inverness, Schottland (Wiederbesucht – neuer Name Abstract)
6. Momma Cherri’s Soul Food Shack, Brighton, England (Wiederbesucht – umgezogen und nun als Momma Cherri’s Big House bekannt)

### 5. Staffel: 2007
1. Ruby Tate’s (umbenannt in Love’s Fish Restaurant während der Sendung), Brighton, England
2. Piccolo Teatro, Paris, Frankreich
3. The Fenwick Arms, Claughton, England (Wiederbesucht)
4. La Parra de Burriana, Nerja, Spanien (Wiederbesucht)
5. The Priory, Haywards Heath, England
6. The Fish and Anchor, Lampeter, Wales
7. Curry Lounge, Nottingham, England
8. The Granary, Titchfield, England

### Specials
1. The Runaway Girls, Sheffield, England
2. The Dovecote Bistro, Devon, England

### 6. Staffel: 2014
1. Mayfair Restaurante, Fuengirola, Spanien
2. Le Deck, Capbreton, Frankreich
3. La Granada Divino, Gaucín, Spanien
4. Quelcuttis, Els Poblets, Spanien